# (4339) Almamater
(4339) Almamater (1985 UK) – planetoida z pasa głównego asteroid okrążająca Słońce w ciągu 3,25 lat w średniej odległości 2,19 j.a. Odkryta 20 października 1985 roku.